# Gustav-Adolf-Kirche (Mainz-Amöneburg)

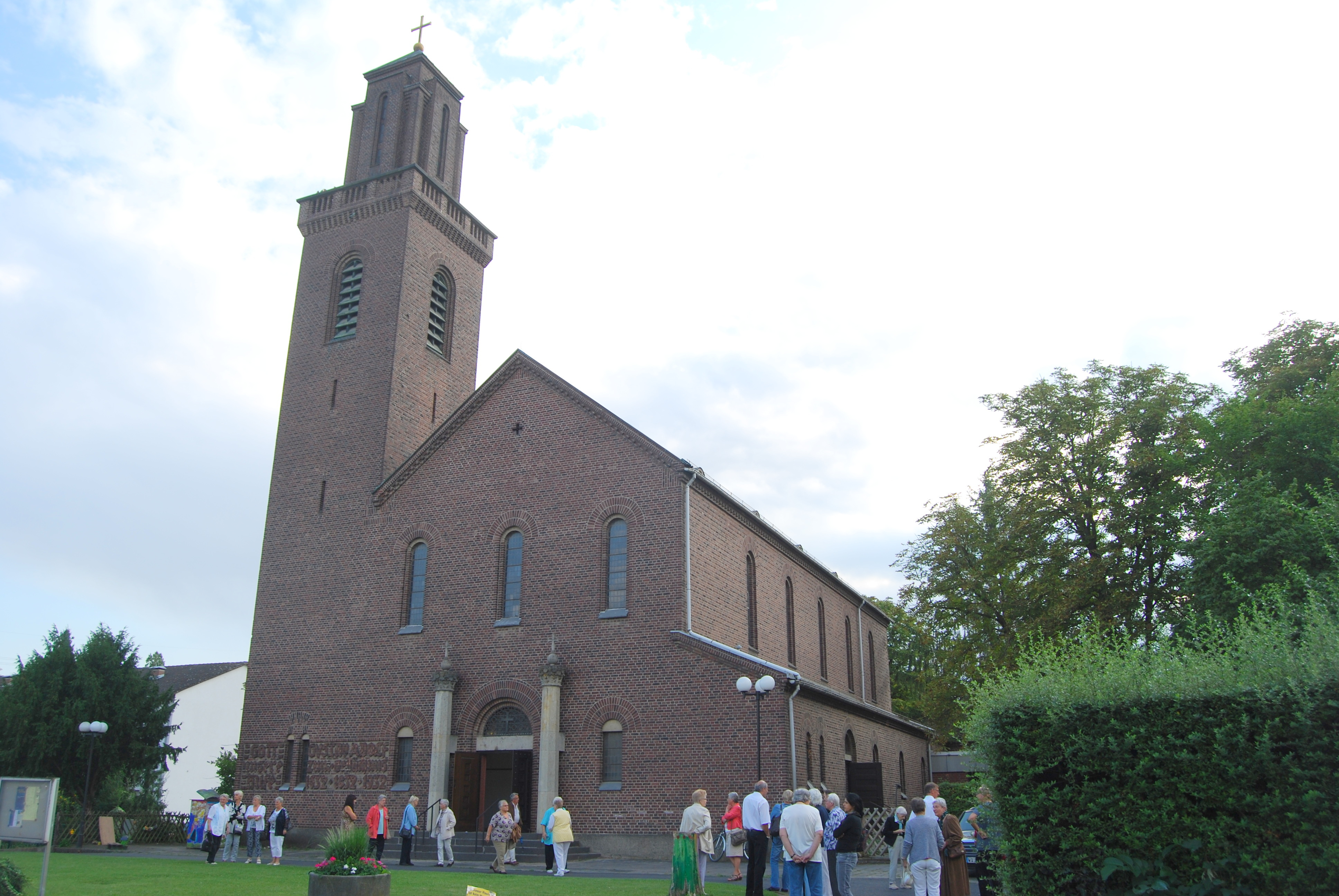
Gustav-Adolf-Kirche, anlässlich der Nacht der Kirchen am 1. September 2017

Die evangelische Gustav-Adolf-Kirche ist ein 1932 eingeweihtes Kirchengebäude, das im Stil des Backsteinexpressionismus errichtet wurde und im Wiesbadener Vorort Mainz-Amöneburg liegt, an der Melanchtonstraße 15.

## Geschichte
Mit dem Anstieg die Einwohnerzahl in Mainz-Amöneburg ab den 1890er-Jahren durch die Industrialisierung wuchs der Bedarf nach einer evangelischen Kirche. Eine Übergangslösung ergab sich, als die Firma Dyckerhoff & Söhne ab 1907 sonntags ihre Kantine zur Verfügung stellte.
Der 1902 gegründete Kirchenbaufonds sammelte bis 1914 40.000 Reichsmark, von denen 25.000 Reichsmark als Kriegsanleihe gezeichnet wurden und verloren gingen
. Dennoch sammelte die Gemeinde bis 1928 wiederum 15.800 Reichsmark und gewann das Gustav-Adolf-Werk als Geldgeber
, so dass am 27. September 1931 die Grundsteinlegung und bereits am 28. August 1932 die Einweihung der Kirche erfolgte. Benannt wurde die Kirche nach dem schwedischen König Gustav II. Adolf.

## Planung und Durchführung
Die Planung der Kirche wurde im Jahr 1929 dem Stadtbaudirektor a. D. Adolf Gelius übertragen. Dessen Entwurf wurde vom Kirchenvorstand, dem Vorstand des Hessischen Hauptvereins der Gustav-Adolf-Stiftung, vom Landeskirchenamt und vom Kreisamt genehmigt und dem Architekten Peter Gustav Rühl als Bauleiter zur Ausführung übergeben.

## Architektur

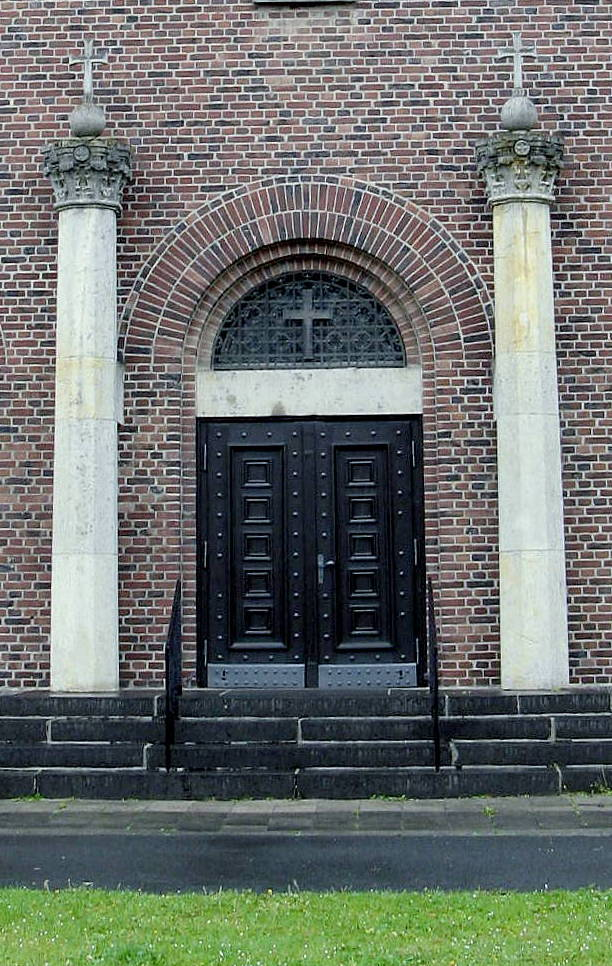
Gustav-Adolf-Kirche (Eingang)

Die Kirche ist im Stil des Backsteinexpressionismus gehalten und gliedert sich im Innenraum als dreischiffiger Raum mit dunkler ebener Holzdecke, die über eine hervorragende Akustik verfügt.
Das Portal wird von zwei freistehenden Säulen gerahmt, die mit ihren Bekrönungen an geschmückte Torarollen erinnern.
Die Außenfront zur Melanchtonstraße hin ist durch Backsteinornamente gegliedert und trägt die Inschrift:
GOTT = UNSERE HILFE

GUSTAV ADOLF zum Gedächtnis

und drei Jahreszahlen:
1632 (das Todesjahr Gustav Adolfs II., der die lutherischen Fürstentümer und Reichsstädte vor der Rekatholisierung schützte)
1832 (Jahr der Gründung des Gustav-Adolfs-Werks) und
1932 (Jahr der Einweihung der Kirche).
Die Apsis ist mit einem goldenen Kreuz ausgestattet, die Wölbung trägt die kreisförmig ausgeführte Inschrift FRIEDE SEI MIT EUCH.

## Ausstattung

### Orgel
Der Zweite Weltkrieg ging nahezu spurlos an der Kirche vorbei, lediglich die Orgel wurde durch Wassereintritt infolge einer Luftmine beschädigt und zuletzt im Jahr 2001 vollständig saniert. Sie verfügt über zwei Manuale und ein Pedal.

### Glocken
Vom ursprünglichen Glockenbestand im Einweihungsjahr 1932 sind keine Unterlagen vorhanden, die Glocken wurden mit hoher Wahrscheinlichkeit zu Kriegszwecken eingeschmolzen und sind verloren. 1958 wurde das Glockengeläut der Kirche mit drei Glocken wieder vervollständigt. Die Gießerie Rincker in Sinn goss folgende Glocken:
- Große Glocke, 1200 Kilogramm, Inschrift Glaubet ihr nicht, so bleibet ihr nicht
- Mittlere Glocke, 700 Kilogramm (von Juanita Dyckerhoff gestiftet), Inschrift Lasset uns Gutes tun und nicht müde werden
- Kleine Glocke, 350 Kilogramm, hängt so hoch im Turm, dass ihre Inschrift nicht lesbar ist. Es liegen auch keine schriftlichen Unterlagen vor.[2]

## Kirchliche Zugehörigkeit
Die zum Evangelischen Dekanat Rüsselsheim gehörende Kirchengemeinde vereinigte sich im Jahr 2017 mit der zum Evangelischen Dekanat Wiesbaden gehörenden benachbarten Oranier-Gedächtniskirche in Wiesbaden-Biebrich zur Oranier-Gedächtnisgemeinde. Die Gemeinde gehört zur Evangelischen Kirche in Hessen und Nassau (EKHN).